# SC61860
SC61860 — 8-разрядный микропроцессор, разработанный фирмой Hitachi, с архитектурой ESR-H. Процессоры данной архитектуры широко использовались в 80-х годах в портативных микрокомпьютерах (Sharp PC-12xx, 13xx и 14xx) и органайзерах (Sharp PA-6/7/8000, S1, T1, X1/2/3 и др.).

## Регистры процессора
- Регистры-указатели для внешней памяти

В процессоре имеются два 16-разрядных регистра, предназначенных для адресации внешней памяти: PC (программный счетчик) и DP (общего назначения).
- Регистры-указатели для внутреннего ОЗУ

Данную функцию выполняют три 7-разрядных регистра (P, Q, R). Поскольку объём внутреннего ОЗУ составляет 96 байт, 7 разрядов регистра оказывается достаточно.
- Арифметические регистры
  - Два 16-разрядных регистра X и Y, старшие и младшие части доступны через 8-разрядные регистры XL, XH, YL и YH
  - Два 8-разрядных аккумулятора, A и B
  - Два 8-разрядных индексных регистра, I и J
  - Четыре 8-разрядных регистра общего назначения: K, L, M и N

## Структура памяти
- Внутреннее ОЗУ

Объём внутреннего ОЗУ составляет 96 байт. Часть регистров (включая аккумулятор) отображены на это пространство. Также там располагаются системный стек и часть портов ввода-вывода. Внутреннее ОЗУ удобнее в использовании и имеет большую скорость доступа по сравнению с внешним. Ширина шины данных 8 бит. Данные большей разрядности сохраняются в прямом порядке (little-endian).
- Внешняя память

Внешнее адресное пространство размером 64 кбайт имеет диапазон адресов 0x0000-0xFFFF. Начальный участок адресов в диапазоне 0x0000-0x1FFF (размером 8 кбайт) имеет название «внутреннее ПЗУ», которое физически располагается в процессоре и адресуемо только через регистр PC. Код программ и данные размещаются во внешней памяти. Ширина шины данных — 8 бит. Данные большей разрядности сохраняются в обратном порядке (big-endian).

## Перечень регистров и их отображение на внутреннее ОЗУ
| Регистр    | Адрес в ОЗУ | Назначение                                                         |
| ---------- | ----------- | ------------------------------------------------------------------ |
| P          | -           | Регистр-указатель для внутреннего ОЗУ (7 бит)                      |
| Q          | -           | Регистр-указатель для внутреннего ОЗУ (7 бит)                      |
| R          | -           | Регистр-указатель для внутреннего ОЗУ (7 бит), указатель стека     |
| PC         | -           | Регистр-указатель для внешней памяти (программный счетчик, 16 бит) |
| DP         | -           | Регистр-указатель для внешней памяти (16 бит)                      |
| D          |             | Внутренний индексный регистр                                       |
| I          | 0x00        | Счетчик                                                            |
| J          | 0x01        | Счетчик                                                            |
| A          | 0x02        | Аккумулятор (8 бит)                                                |
| B          | 0x03        | Дополнительный аккумулятор (8 бит)                                 |
| K, L, M, N | 0x08..0x0B  | Регистры общего назначения (8 бит)                                 |
|            | 0x0C..0x5B  | Системный стек                                                     |
| XL         | 0x04        | Регистр 16-разрядный X = XL + 256×XH                               |
| XH         | 0x05        |                                                                    |
| YL         | 0x06        | Регистр 16-разрядный Y = YL + 256×YH                               |
| YH         | 0x07        |                                                                    |
| IA         | 0x5C        | Порт ввода-вывода A                                                |
| IB         | 0x5D        | Порт ввода-вывода B                                                |
| FO         | 0x5E        | Порт ввода-вывода F                                                |
| OUTC       | 0x5F        | Управляющий порт                                                   |